# Brouwerij Foulon

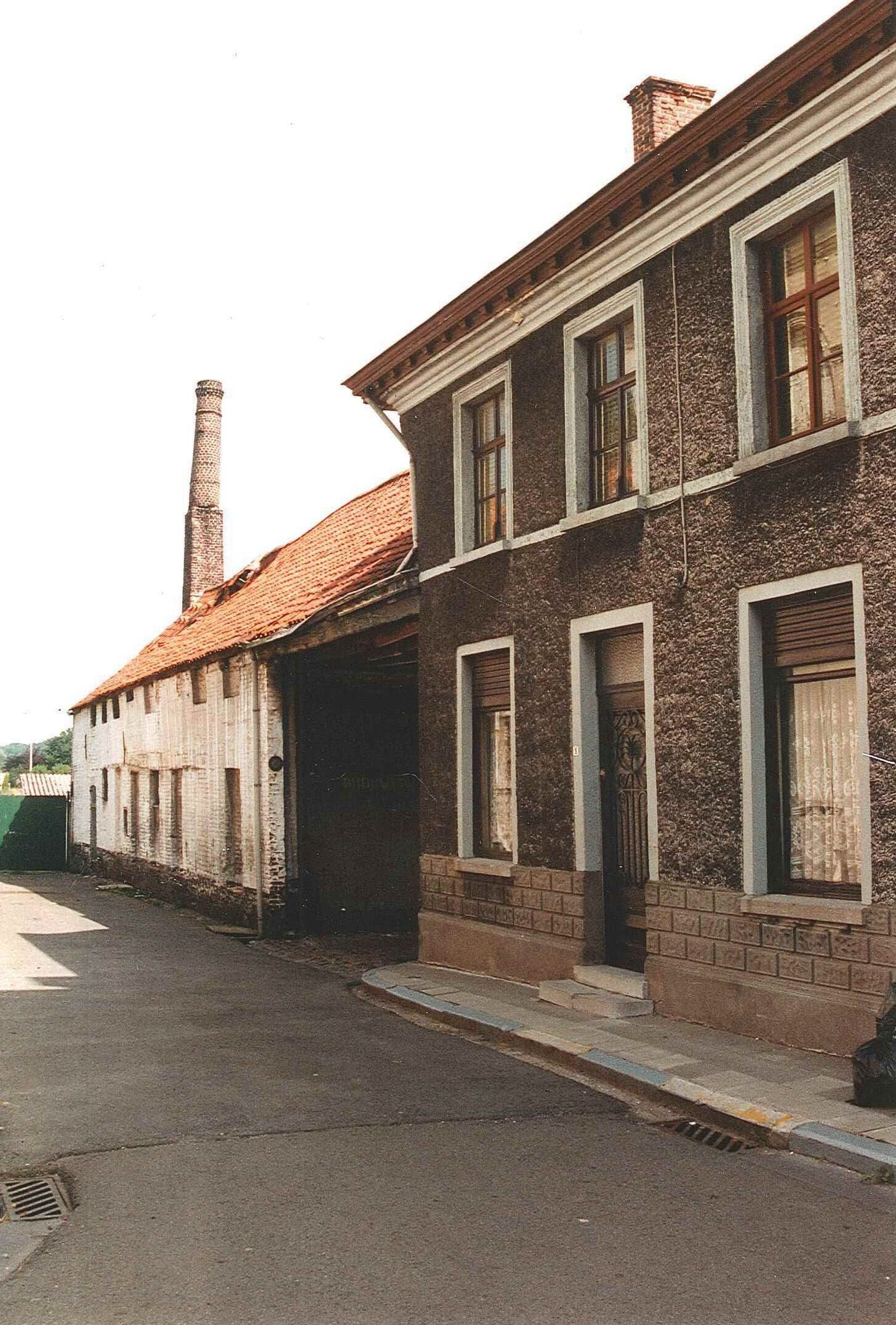
Bedrijfsgebouw in doodlopende straat

Brouwerij Foulon is een voormalige brouwerij te Berchem (Kluisbergen). Ze was actief van 1865 tot 1962. In 1997 werden de gebouwen van de voormalige brouwerij beschermd als monument.

## Bieren[1]
- Blond
- Dobbel Bruin
- Kriekenbier
- Tafelbier Bruin
- Uitzet